# Ковалёв, Митрофан Иванович
Митрофан Иванович Ковалёв (13 июня 1922 года, хутор Подпешинский, Царицынская губерния — 28 декабря 2002 года, г. Екатеринбург) — советский и российский учёный-правовед, специалист в сфере уголовного права, исправительно-трудового права и криминологии, доктор юридических наук, профессор, заведующий кафедрой уголовного права Свердловского юридического института имени Р.А. Руденко, Заслуженный деятель науки РСФСР. Индекс Хирша — 12.

## Биография
Митрофан Иванович Ковалёв родился 13 июня 1922 года на хуторе Подпешинском Усть-Медведицкого округа Царицынской губернии (ныне — хутор в составе Клетско-Почтовского сельского поселения Серафимовичском районе Волгоградской области).
В 1939 году он получил среднее образование в средней школе, располагавшейся в станице Клетской. В ранней молодости, живя в лесу, с рогатиной ходил на медведя. В 1939 году Митрофан Ковалёв году стал студентом Ленинградского юридического института имени И.М. Калинина, но уже в 1940 году был призван в армейские ряды и был отправлен на обучение в миномётно-артиллерийском училище. На фронтах Великой Отечественной войны находился с 1942 года вплоть до окончания войны. Награждён орденом Отечественной войны I (22.06.1943) и II степеней (06.04.1985), орденом Красной Звезды (01.08.1945) и 6 медалями. Окончил военную службу в звании капитана.
В 1947 году М. И. Ковалёв стал студентом Московского юридического института. В 1949 году поступил в аспирантуру. В 1952 году защитил кандидатскую диссертацию на тему «Уголовная ответственность за укрывательство». Начал преподавать в советских вузах, заведовал кафедрой уголовного права и являлся исполняющим обязанности заместителя ректора по учебной и научной работе в Саратовском юридическом институте. В 1954 году получил учёное звание доцента. М.И. Ковалёв успешно прошёл стажировку в Германии и был почётным членом законодательного органа Канады. В 1955 году Министерством высшего образования РСФСР направлен в Свердловский юридический институт имени Р.А. Руденко, где вскоре занял должность заведующего кафедрой уголовного права. В 1963 году защитил докторскую диссертацию на тему «Соучастие в преступлении». В 1964 утвержден в учёном звании профессора.
Скончался 28 декабря 2002 года в г. Екатеринбурге. Похоронен на Широкореченском кладбище.

## Научная деятельность
Профессор М. И. Ковалёв являлся автором и соавтором более 150 научных работ, автором одного из разделов шеститомного «Курса уголовного права», выпущенным Институтом государства и права Академии наук СССР. Он был научным руководителем и консультантом по 57 кандидатским и 10 докторским диссертациям. Специализировался на актуальных для своего времени проблемах советского уголовного права и вопросах уголовно-исполнительного права. Был организатором одного из первых в практике юридических вузов СССР исследований хоздоговорных отношений «по вопросам предупреждения нарушений общественного порядка, хищений и правил охраны труда»: исследования проводились на нескольких крупнейших промышленных предприятиях Урала, включая Нижнетагильский металлургический комбинат, Магнитогорский металлургический комбинат и Верх-Исетский завод.

### Основные работы
- «Соучастие в преступлении»;
- «Основы криминологии»;
- «Введение в уголовное право»;
- «Советский уголовный закон»;
- «Понятие преступления и его признаки»;
- «Проблемы объективной стороны состава преступления»;
- «Правовые проблемы защиты жизни, здоровья и генетического достоинства человека».

## Семья
Был несколько раз женат, сын Леонид (1960—2003) занимал должность заместителя прокурора Свердловской области, разбился насмерть в автоаварии.

## Память
- Научно-практическая конференция «Ковалёвские чтения» ежегодно проводится кафедрой уголовного права Уральского государственного юридического университета начиная с 2004 года[4].
- В 2024 году кафедре уголовного права Уральского государственного юридического университета имени В. Ф. Яковлева было присвоено имя М. И. Ковалёва.